# Descamisado

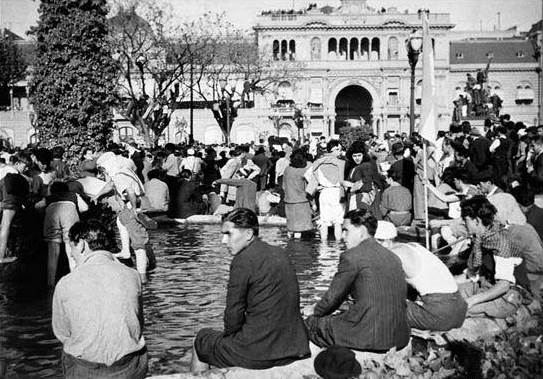
Famosa foto de la gran manifestación obrera del 17 de octubre de 1945. El calor del día llevó a que algunos se sacaran la camisa; el hecho generó el término «descamisados», primero con sentido despectivo por la clase alta antiperonista y luego de autoidentificación de la clase obrera peronista

El término descamisado ha sido utilizado principalmente por el peronismo en Argentina, a partir de 1945. La expresión fue inicialmente utilizada en forma despectiva por los antiperonistas, pero finalmente fue asumida como propia por los peronistas.
Con esta significación política la palabra parece haber surgido durante las manifestaciones políticas del 17 de octubre de 1945, cuando obtuvieron la libertad de Juan Perón, pues este había sido encarcelado por Farrell. El calor del día llevó a que muchos de los manifestantes se sacaran la camisa, dando lugar al uso despectivo del término por parte de los opositores.
Existe una escultura de hierro de 15 metros de altura en la ciudad de Avellaneda, a orillas del Riachuelo entre el viejo y el nuevo puente Pueyrredón, en honor a los descamisados de 1945 llamada "El Coloso de Avellaneda".

La primera aparición del término en la historia argentina es durante la década de 1820, cuando Tomás de Iriarte describe en sus memorias que cuando caminaba junto a Carlos María de Alvear, ven a Manuel Dorrego desaliñado y desprolijo: Excusado, es decir que esto era estudiado para captarse la multitud, los descamisados.
En 1879, se fundó el primer periódico anarquista, que tuvo por nombre El Descamisado.
La referencia a los descamisados del peronismo ha sido ocasionalmente comparado con los sans-culottes de la Revolución francesa. Sans-culottes literalmente significa sin calzones, una prenda por entonces habitual entre los aristócratas mientras que el pueblo utilizaba pantalones. La palabra fue también utilizada despectivamente por la clase alta francesa para despreciar al pueblo revolucionario y al igual que en Francia, en Argentina "el atuendo creó un nombre para una categoría social".